# Otto Böhler
Otto Böhler (Francfort-sur-le-Main, 11 novembre 1847 – Vienne, 5 avril 1913) est un artiste autrichien spécialisé dans les portraits en silhouette de nombreux grands chefs d'orchestre, compositeurs et pianistes de son temps.

## Biographie
Otto Boehler est le cinquième fils du marchand Georg Friedrich Böhler. Il passe son enfance et sa jeunesse à Francfort-sur-le-Main. À l'Université de Tübingen, il étudie jusqu'à son doctorat en philosophie. En 1870, il s'installe à Vienne avec ses frères, Albert (1845–1899) et Friedrich (1849–1914) et participent, après la mort de leur frère Emil (1842–1882) à l'entreprise familiale. Albert et Emil ont fondé une industrie dans l'acier, qui fait maintenant partie de Böhler-Uddeholm.

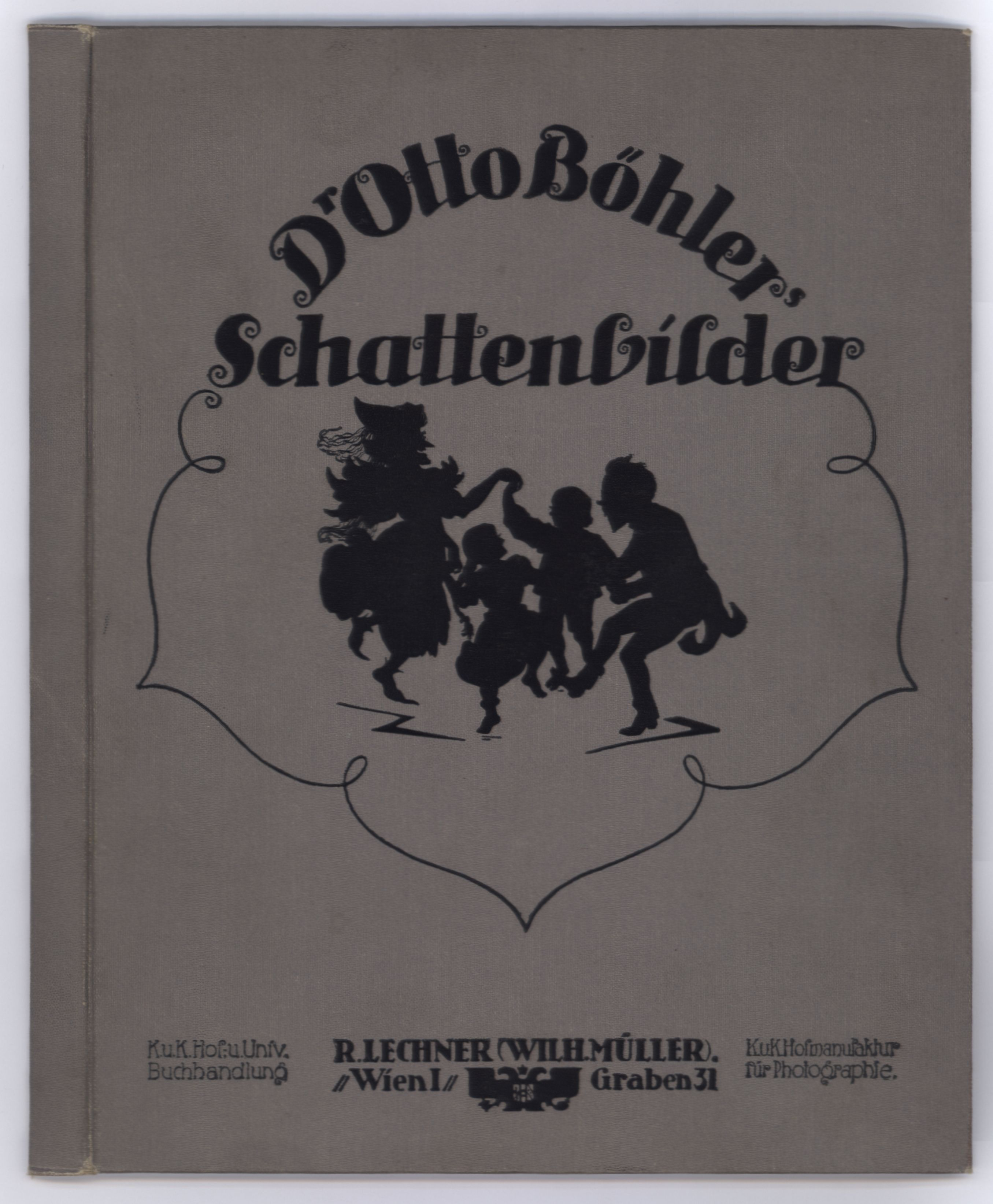
Couverture du livre d’Otto Böhler, recueil de silhouettes publié chez Wilhelm Lechner en 1914.

Suivant son talent artistique, Otto Böhler devient l'élève du peintre (également écrivain) Wenzel Ottokar Noltsch (1835–1908). Cependant, il se tourne très vite vers l'art de la silhouette et trouve dans son environnement musical un riche terrain. Böhler est l'ami notamment de la cantatrice Amalie Materna, Hermann Winkelmann, Theodor Reichmann et des musiciens de l'Orchestre philharmonique de Vienne. En 1876, il participe, en tant que membre de l'association des mécènes de Bayreuth, au premier Festival de Bayreuth et rendu hommage à la « divine musique » de Richard Wagner.
Böhler était marié et avait quatre enfants. Il est mort en 1913 ; deux ans plus tôt, il avait été diagnostiqué une maladie cardiaque. Il a été inhumé dans le caveau de la famille au Cimetière Hietzinger.

## Œuvre
Böhler a immortalisé par la silhouette, presque tous les compositeurs allemands de Bach à Mahler, mais également des chefs d'orchestre et des pianistes de son temps. Les œuvres originales ne demeurent que de façon sporadique, principalement dans les musées. Ses motifs ont été souvent réimprimés, par exemple sur les cartes postales et dans les journaux.
- Dr. Otto Böhler's Schattenbilder. K.u.K. Hof- und Univ.-Buchhandlung in Wien, K.u.K. Hofmanufaktur für Photographie Rudolf Lechner (Wilhelm Müller), Vienne 1914.

## Galerie

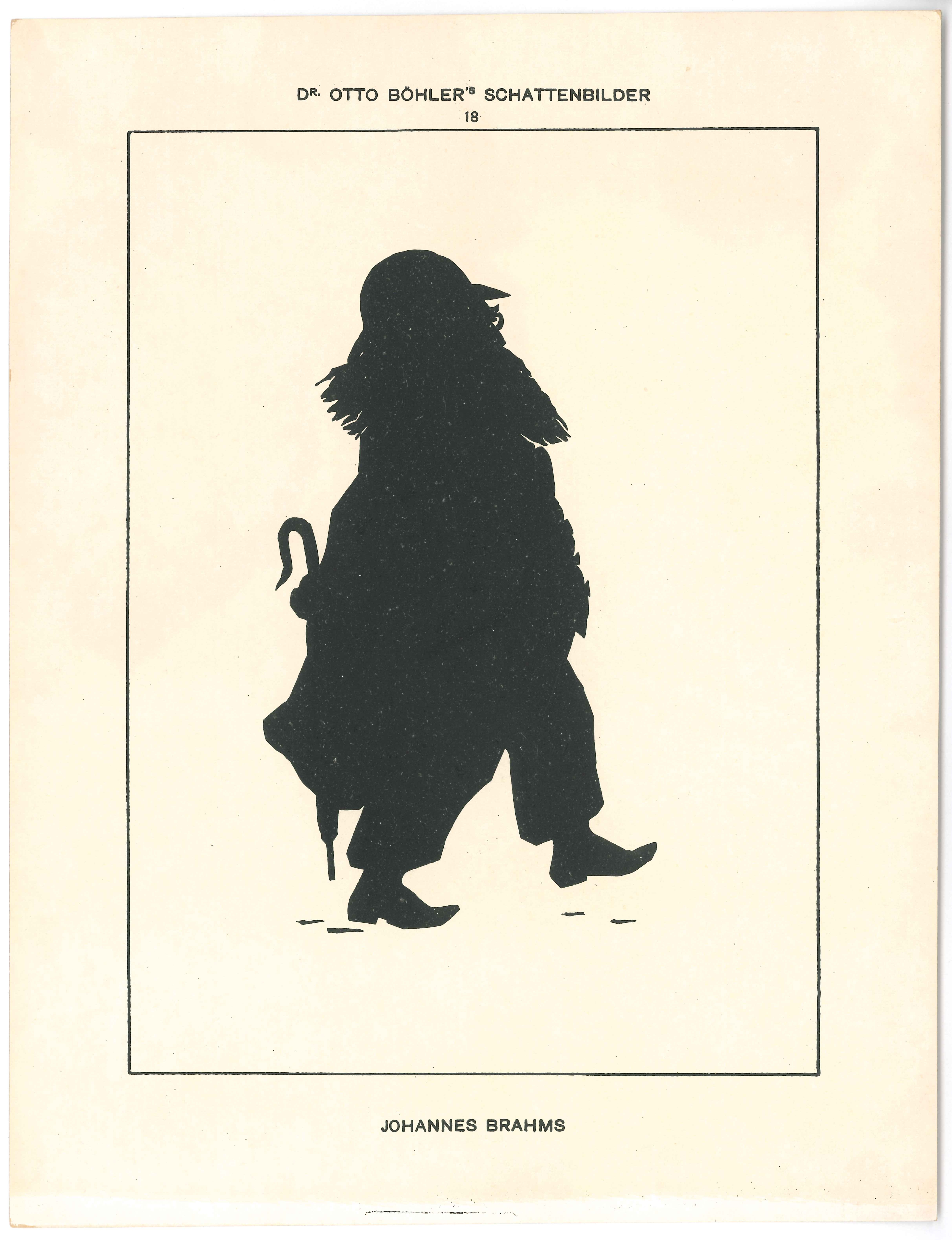
Johannes Brahms
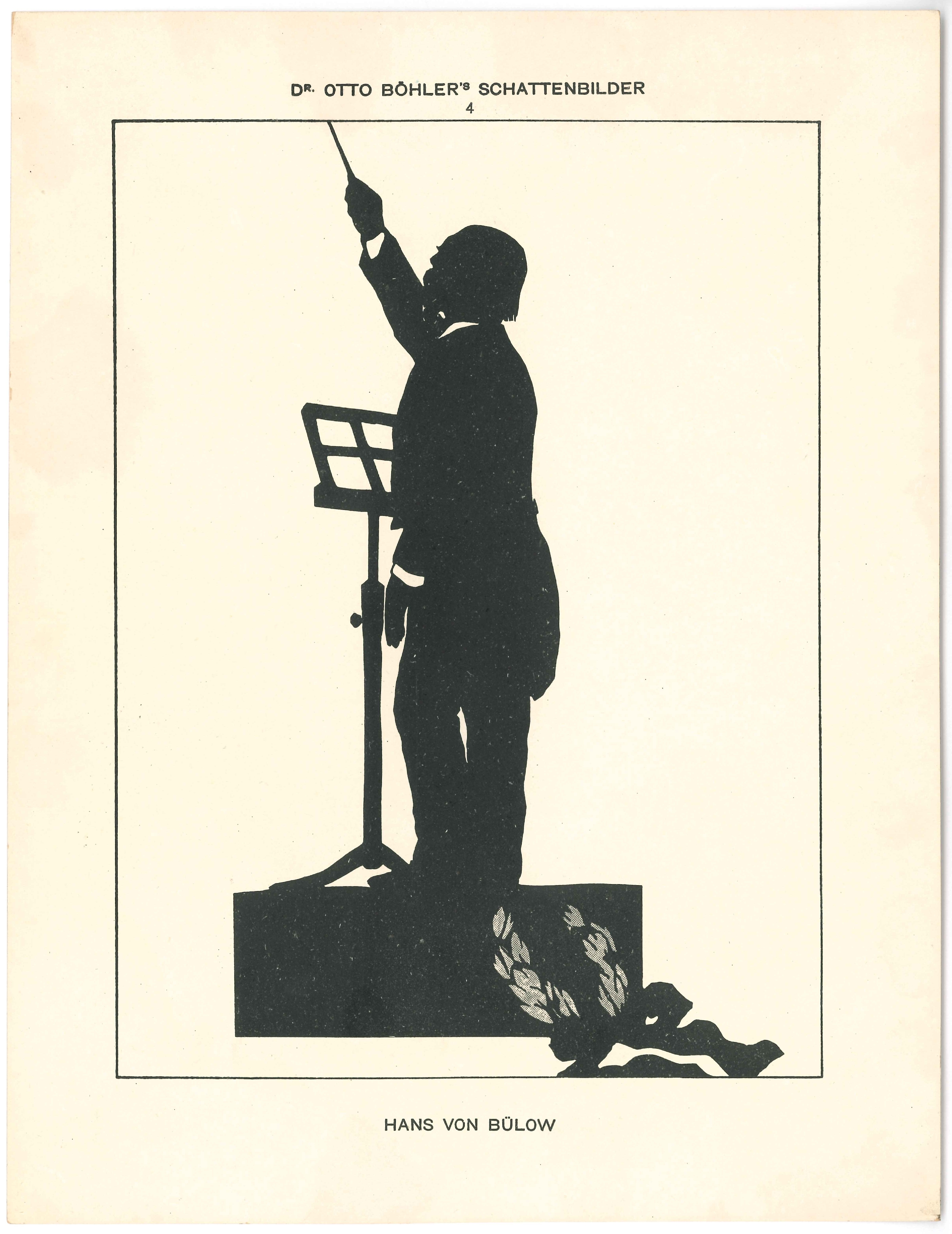
Hans von Bülow
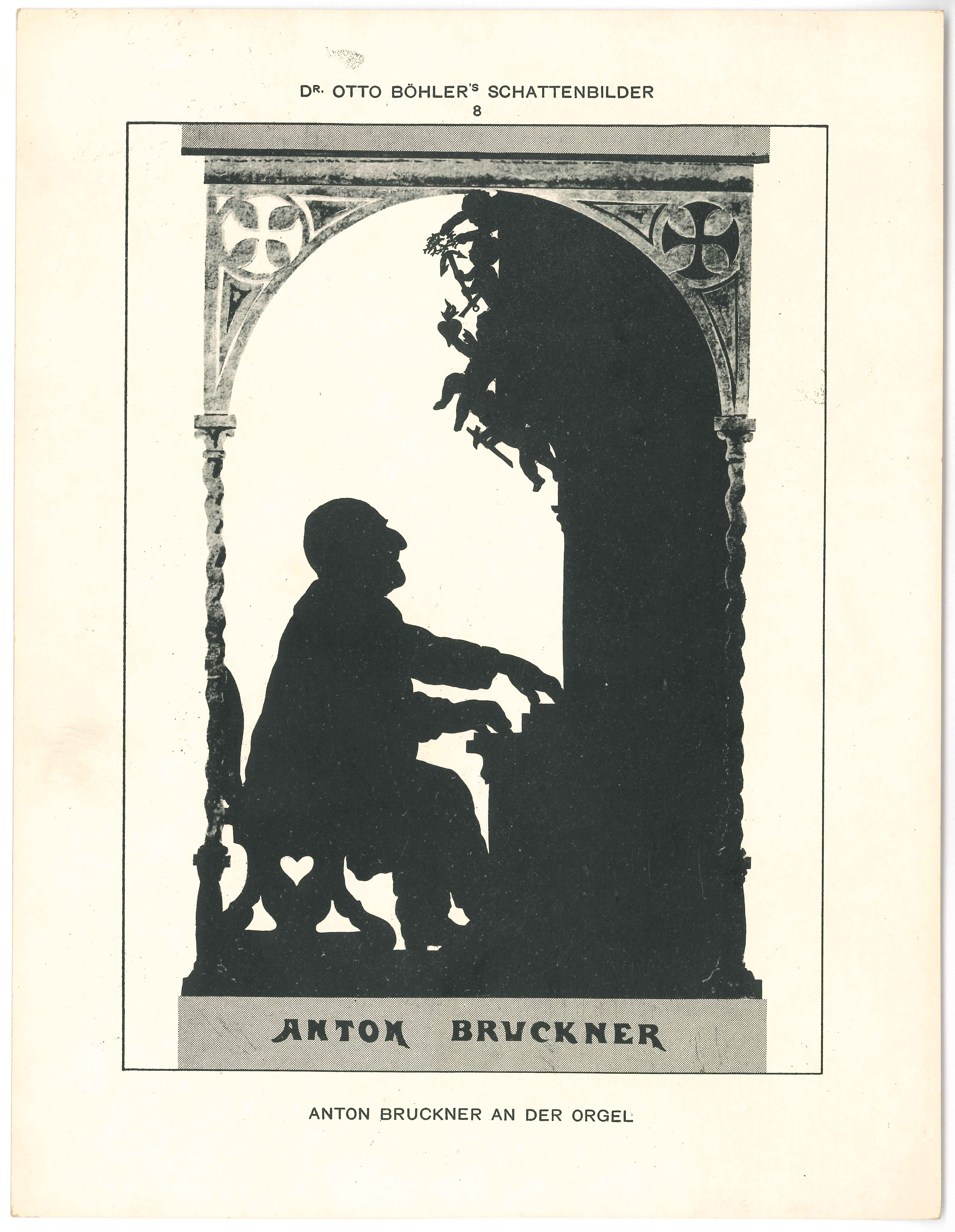
Anton Bruckner
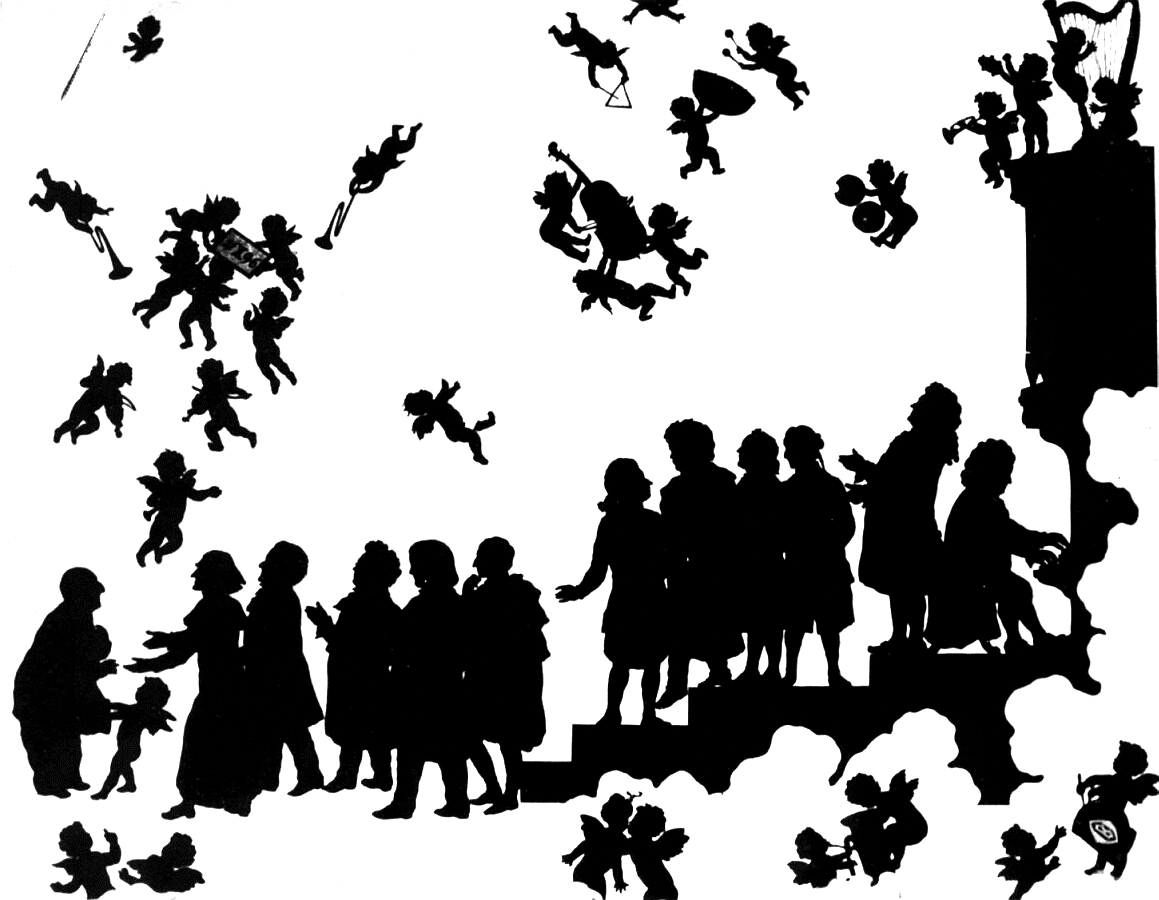
Bruckner arrive au paradis
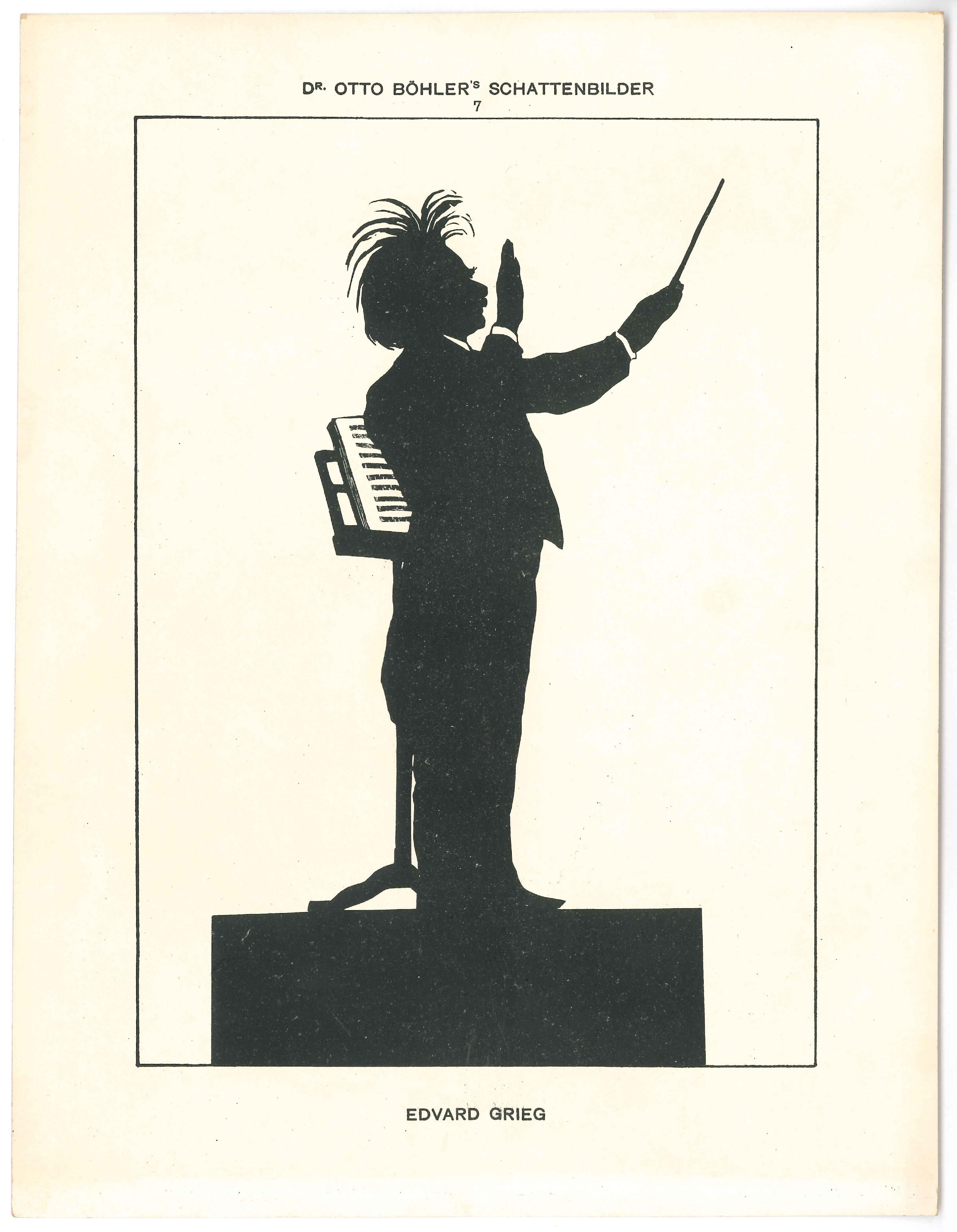
Edvard Grieg
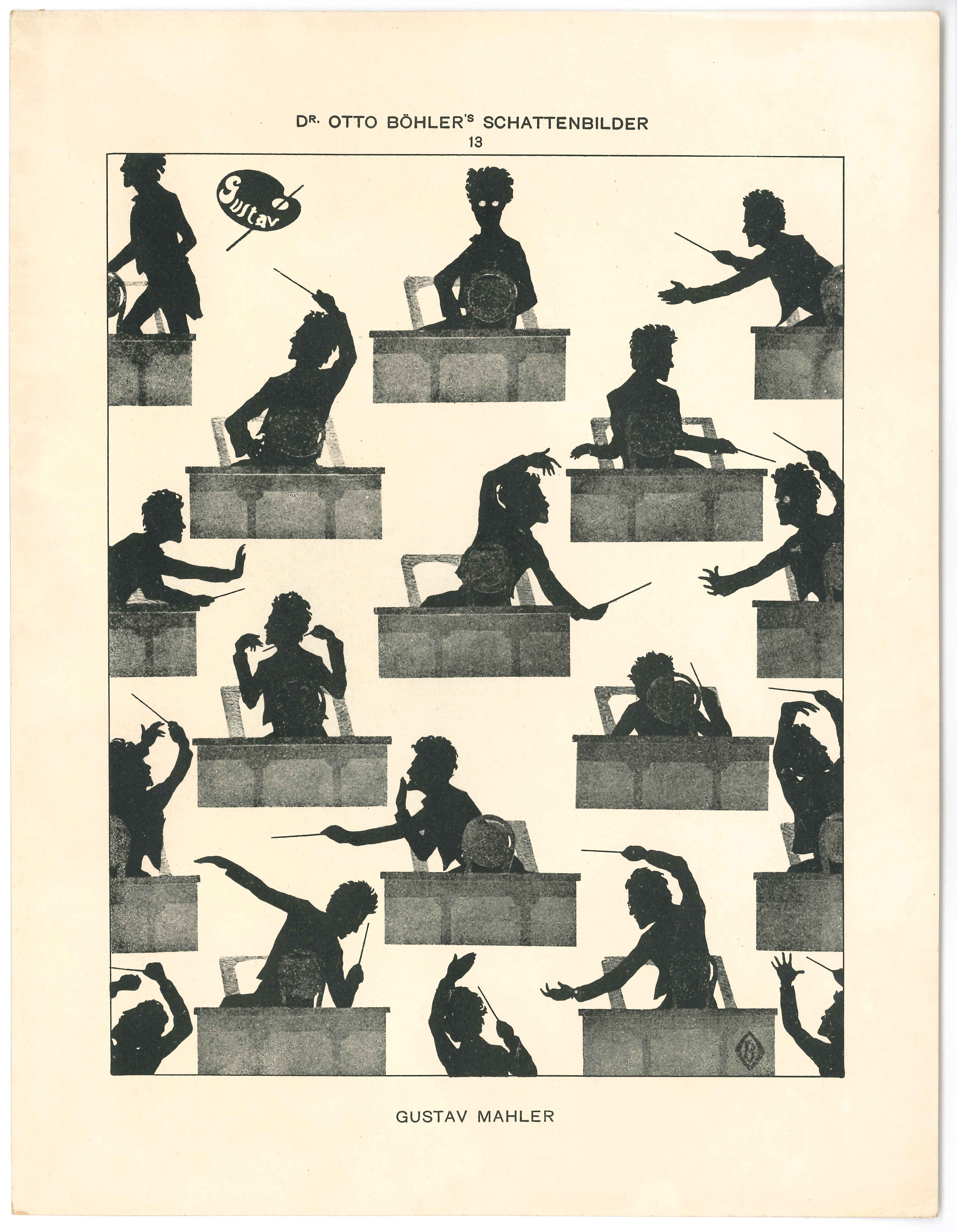
Gustav Mahler
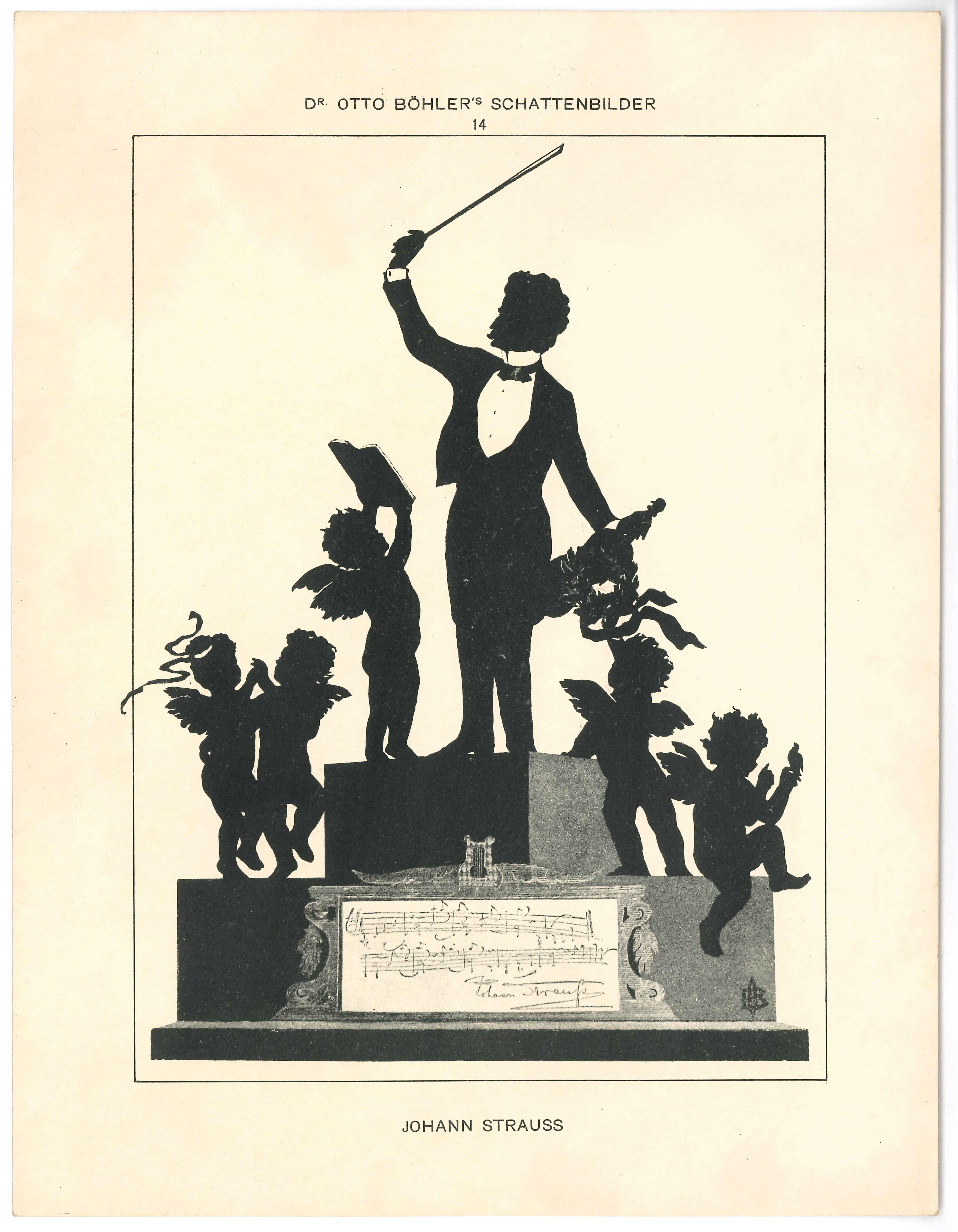
Johann Strauss II
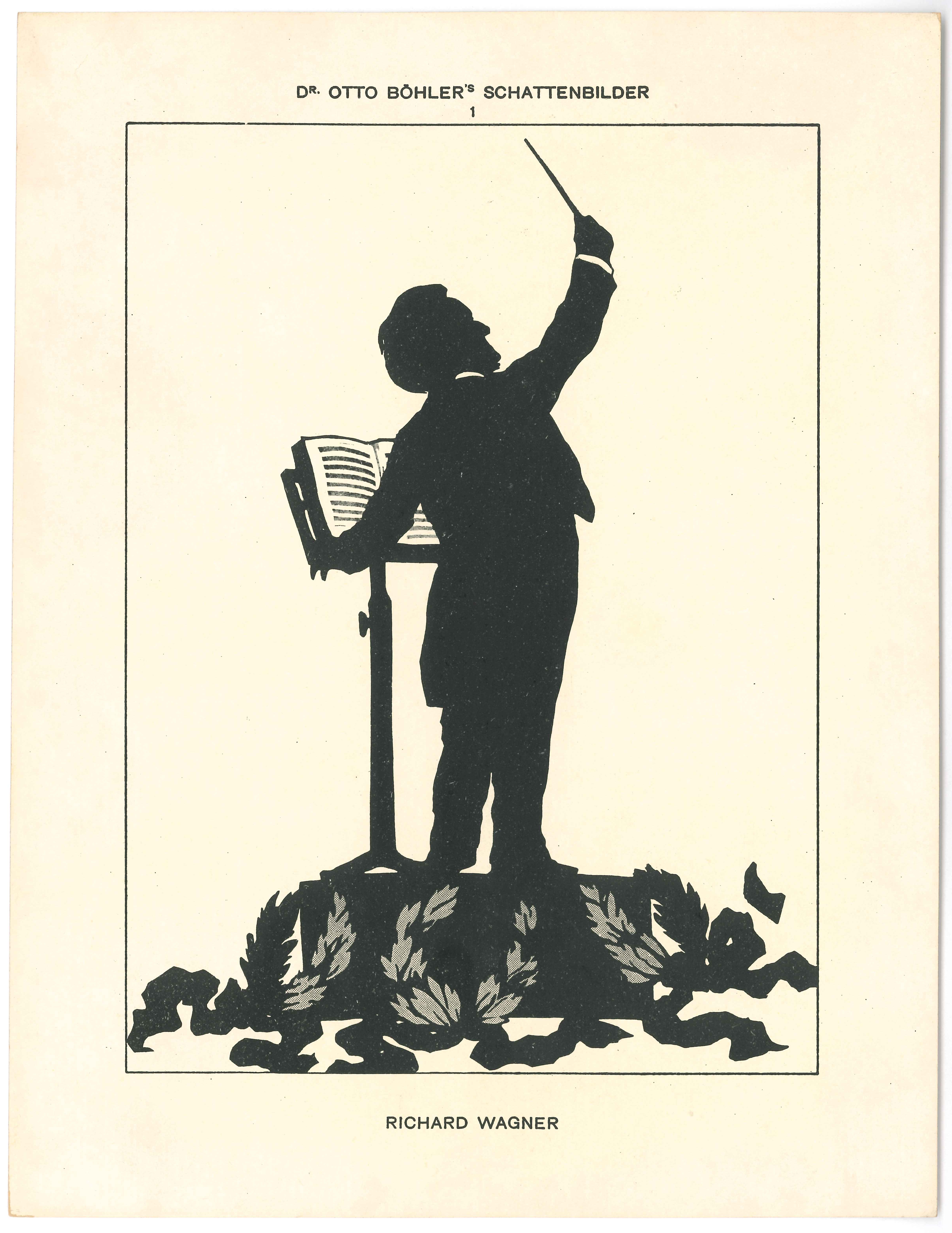
Richard Wagner
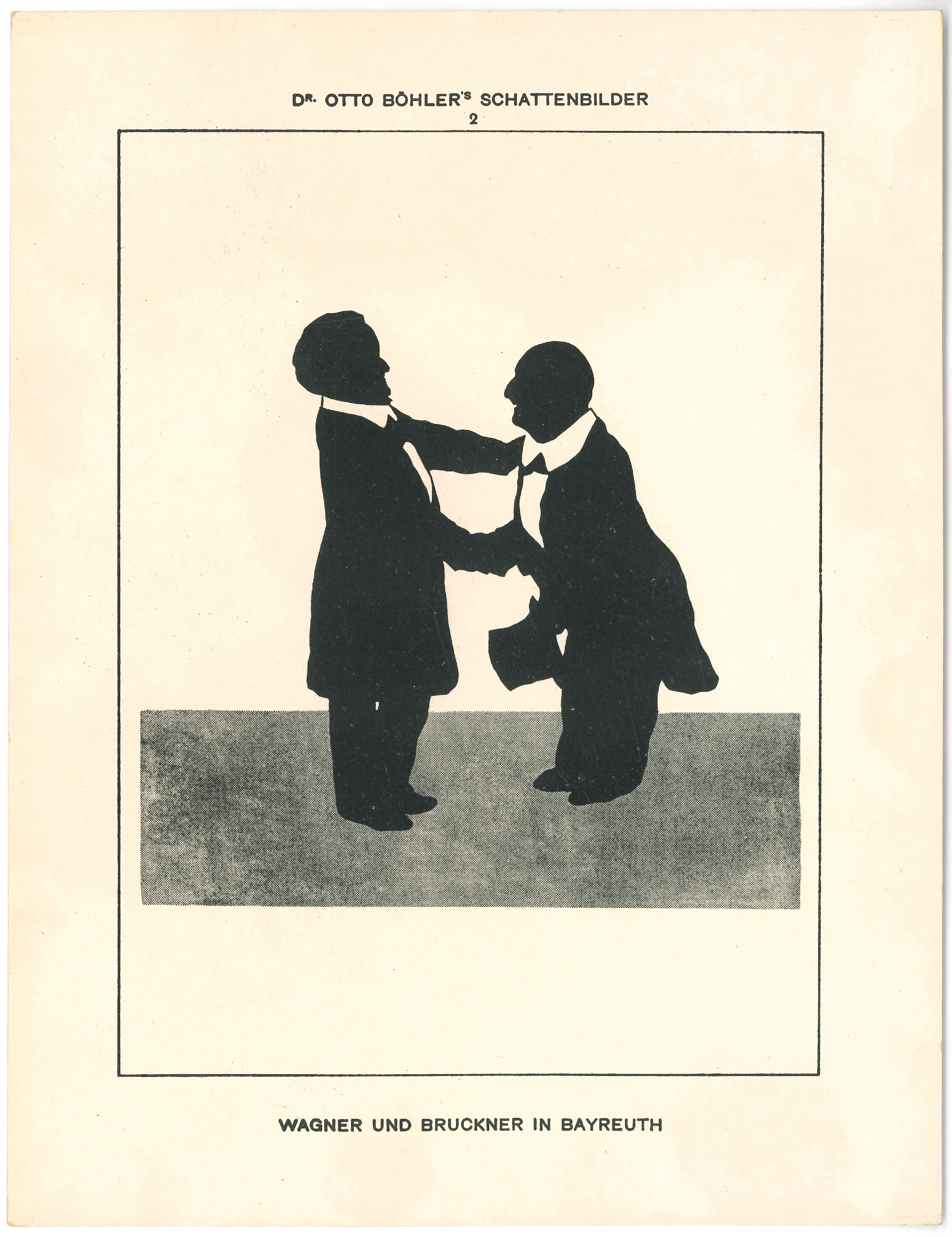
Wagner et Bruckner à Bayreuth (1873)

## Sources
- Max Hayek, Dr. Otto Böhler. Dans Dr. Otto Böhler's Schattenbilder. Wilhelm Lechner, Vienne 1914.